# Aquidauana (microregio)
Aquidauana is een van de elf microregio's van de Braziliaanse deelstaat Mato Grosso do Sul. Zij ligt in de mesoregio Pantanal Sul Mato-Grossense en grenst aan de microregio's Alto Taquari, Baixo Pantanal, Bodoquena, Campo Grande en Dourados. De microregio heeft een oppervlakte van ca. 27.731 km². In 2009 werd het inwoneraantal geschat op 104.043.
Vier gemeenten behoren tot deze microregio:
- Anastácio
- Aquidauana
- Dois Irmãos do Buriti
- Miranda

Mesoregio's: Centro-Norte de Mato Grosso do Sul · Leste de Mato Grosso do Sul · Pantanal Sul Mato-Grossense · Sudoeste de Mato Grosso do Sul

Microregio's: Alto Taquari · Aquidauana · Baixo Pantanal · Bodoquena · Campo Grande · Cassilândia · Dourados · Iguatemi · Nova Andradina · Paranaíba · Três Lagoas